# Młodzież (drób)

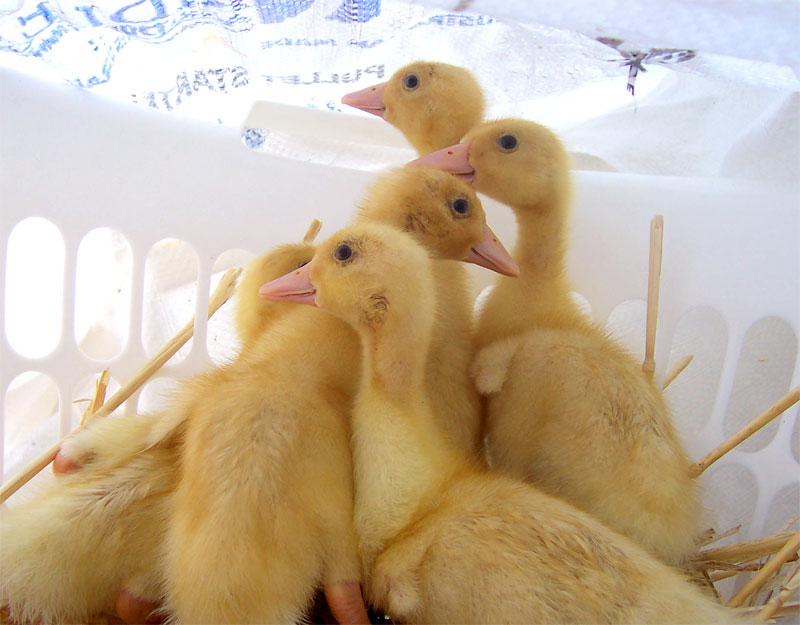
Kaczęta

Młodzież – w chowie drobiu: ptaki obojga płci w pierwszym okresie wychowu.
Młodzież to ptaki w wieku od 8 do 12 tygodni, w zależności od gatunku i kierunku prowadzonej hodowli (mięso lub jaja).
Nazewnictwo młodzieży w przypadku drobiu przedstawia się następująco:
- kurczęta – dotyczy kogutków i kurek (głównie kura domowa),
- kaczęta – dotyczy kaczorków i kaczuszek (kaczkowate),
- gąsięta – dotyczy gąsiorków i gąsek (gęsi),
- indyczęta – dotyczy indorków i indyczek (indyki),
- gołębięta – dotyczy gołąbków i gołębiczek (gołębie).